# Asparagus setaceus
Аспарагус перистый (другие названия Спаржа перистая, Аспарагус щетинистый, лат. Asparagus setaceus или Asparagus plumosus)  — вьющееся растение, полукустарник, многолетняя корневищная трава, лиана из рода спаржевых (Asparagaceae).
Несмотря на свое распространенное название, это растение не является настоящим папоротником, но имеет листья, напоминающие папоротник. Этот цветок можно встретить как в офисных помещениях, так и в жилых домах. Он достаточно прост в уходе, поэтому хлопот не доставляет.

## Латинское название
Первоначально описанный немецким ботаником Карлом Сигизмундом Кунтом, его латинский видовой эпитет setaceus означает "волосатый".

## Ботаническое описание
Спаржа перистая — вьющийся вечнозелёный многолетник с жесткими зелеными стеблями и листьями. Размер стеблей достигает 1,5 метра. На стебле образуются острые колючие шипы. Листья на самом деле представляют собой листовидные кладодии, вместо зеленых листьев на ветках красуются тонкие игловидные побеги, достигаюшие длиной до 7 мм и диаметром 0,1 мм. побеги растут пучками, стебль содержать до 15 пучков, образуя тонкую, мягко-зеленую папоротниковидную листву, благодаря чему растение с виду напоминает миниатюрную елочку.
Цветы - маленькие зеленовато-белые колокольчатые длиной 0,4 см, распускаются с весны до осени, за ними следуют маленькие зеленые ягоды, которые темнеют по мере созревания.
Плод - Маленькие светлые цветы сразу после окончания периода цветения сменяются красными ягодами — Обратите внимание – плоды аспарагуса ядовиты при употреблении, вызвая диарею и боли в животе[уточнить]. 

## Распространение
Произрастает в тропическиех и субтропических лесах юго-восточной Африки, распространяясь на юго-запод до Калицдорпа, Кару.
Стал инвазивным видом в нескольких местах, где был интродуцирован. На Северном побережье Нового Южного Уэльса и вКвинсленде, на островах Лорд-Хау и Норфолк он стал сорняком благодаря зимостойкости В других местах выращивается как декоративное растение.

## Уход
Спаржу перистую выращивают как декоративное растение - в контейнерах, в саду, а также и как домашних условиях. Спаржа перистая не выдерживает мороза, минимальная вынослимая температура 1 °C, Поэтому в зонах умеренного климата её обычно выращивают в помещениях при ярком-непрямом освещении.
Это растение получило награду Королевского садоводческого общества за садовые заслуги[уточнить].